# La magia de la amistad
Friendship is Magic (La magia de la amistad en Hispanoamérica) es el título de un doble capítulo correspondiente al primer y segundo episodio de la primera temporada de la serie animada My Little Pony: La magia de la amistad. Se emitió por separado los días 10 de octubre de 2010 y el 22 de octubre de 2010 en Estados Unidos y los días 21 de noviembre de 2011 y 22 de noviembre de 2011 en Hispanoamérica. En el doble capítulo, Twilight Sparkle, una estudiosa unicornio de Canterlot, se encarga de la supervisión de un evento especial en Ponyville y hacer algunos amigos en el proceso. Allí, conoce a otras ponis llamadas Pinkie Pie, Applejack, Rainbow Dash, Rarity y Fluttershy. Twilight está demasiado centrada en tratar de evitar que se cumpla una antigua profecía sobre el regreso de una yegua malvada que fue sellada dentro de la luna hace 1,000 años, y que regresaría durante el "día más largo del milésimo año".

## Resumen

### Primera parte: La yegua en la Luna

#### Prólogo
Había una vez… En el reino mágico de Equestria, dos nobles hermanas, que reinaban juntas y creaban armonía en la región. Para hacerlo: La mayor usaba su poder de unicornio para traer el amanecer, la menor, traía la luna al anochecer. Así le daban equilibrio al reino y a sus súbditos todas las variedades de ponis. Pero con el tiempo, la menor se llenó de celos, los ponis jugaban en el día que la mayor les brindaba, pero dormían durante la hermosa noche. Un día fatal, la menor se negó a bajar la luna para dar paso al día. La mayor quiso razonar con ella, pero la amargura de la menor, la transformó en una malvada yegua oscura, Nightmare Moon. Juró que sumiría al reino en la noche eterna. Con pesar la mayor uso la magia más poderosa conocida por los ponis, Los elementos de la Armonía, usando la magia de esos elementos, derrotó a su hermana menor y la envió para siempre a la luna. La hermana mayor se hizo responsable del sol y la luna, y la armonía ha perdurado en Equestria por generaciones.

#### Estudiando en Cánterlot
Twilight Sparkle, una pony unicornio, leyendo el libro de los elementos de la armonía y Nightmare Moon, tiene dudas sobre lo que sabe acerca de los elementos de la armonía, así que decide indagar acerca de ellos y de Nightmare Moon. En el camino, se encuentra con un trío de ponis, Lemon Hearts, Twinkleshine y Minuette, deteniéndola e invitarla a una fiesta de Moondancer. Twilight, educadamente rechaza la invitación con el pretexto de ir a estudiar y después se va corriendo, lo cual hace que Twinkleshine llegue a la conclusión de que Twilight prefiere a los libros que a las amigas. Twilight sigue corriendo a través de Canterlot, pasando por Lyra Heartstrings y Amethyst Star, también ponis unicornio, quienes la saludan y Twilight no mira. Después de un tiempo, Twilight abre la puerta y sin querer golpea a Spike, el bebé dragón asistente de Twilight. El regalo que Spike tenía para Moondancer se empaló en su cola. Ella le dice a Spike que busque el libro "Predicciones y Profecías", lo cual Spike lo encuentra, y Twilight lo coge con su magia. Ella dice que la Yegua en la Luna será liberada el día más largo del milésimo año, y las estrellas la liberarán y traerán la noche eterna. Desde esta información, Twilight llega a la conclusión de que la Yegua en la Luna y Nightmare Moon son la misma pony. Esta le pide a Spike escribirle una carta a la princesa Celestia advirtiéndole sobre el regreso de Nightmare Moon. Cuando Twilight le pide a Spike mandarle la carta, menciona que la princesa está ocupada preparándose para la "Celebración del Verano", que es pasado mañana. Twilight le responde diciendo que es el milésimo año de la celebración del verano y la princesa debe estar informada de inmediato. Después de una breve conversación entre los dos, Spike eructa fuego verde y se materializa la carta y éste la lee por ella. La carta dice así:

Mi querida y fiel alumna Twilight, tú sabes que valoro tu diligencia y que eres de toda mi confianza, pero tienes que dejar de leer esos libros polvorientos.

#### Conociendo a ponis en Ponyville
Twilight Sparkle y Spike son transportados de Canterlot a Ponyville, con una tarea que Celestia le deja a Twilight, aún mencionada en la carta, diciendo:

Querida Twilight, no todo en la vida es estudiar para una pony, te envío a supervisar los preparativos de la Celebración del Verano, dónde se realizará en Ponyville, y, tienes una tarea aún más importante por cumplir, haz amistades.

Twilight gruñe por esa idea, y Spike intenta animarla diciéndole que se alojará otra vez en una biblioteca. Ella superpone que comprobará los preparativos para la celebración, y luego volver a la biblioteca para indagar sobre los elementos y Nightmare Moon. Poco después de aterrizar, Spike le dice a Twilight que intente hacer amistades, así podrán hablar de lo que les interese. Una pony rosada con crin y cola rosada se le acerca a los dos, y al momento de que Twilight termina de saludarla, ésta se sorprende dando un salto del susto y se va dejando una nube de polvo en forma de su silueta.

#### Conociendo a Applejack
Twilight y Spike llegan a Sweet Apple Acres, donde se encuentran con Applejack, pateando un árbol para recoger sus manzanas. Ella sacude vigorosamente el casco de Twilight y, cuando escucha que Twilight está allí para supervisar los preparativos, le ofrece a probar algunos de los alimentos. Applejack hace sonar un triángulo oxidado y convoca a su numerosa familia, que incluye a su hermano mayor Big Macintosh, su hermana menor Apple Bloom, y la abuela Smith. Twilight tiene el placer de ver que la situación alimentaria está muy bien manejada y cortésmente dice que va a seguir en su camino. Apple Bloom luego la invita a quedarse un rato más para almorzar, pero la reacción desilusionada de toda la familia Apple hace que cambie de mala gana su mente.
Personalidad: Applejack es una pony de crin y cabello amarillo, piel naranja, un cutiemark de manzanas y vive en una granja con su abuela, su hermano Big Mac y su hermana
Apple Bloom.

#### Conociendo a Rainbow Dash
Spike camina por una ruta con Twilight Sparkle siguiéndolo detrás con el estómago lleno, diciendo que comió mucho pastel. Spike menciona a una pony pegaso llamada Rainbow Dash, que se supone que se encarga de la limpieza de los cielos, pero después de un vistazo, Twilight, bromeando dice que ella no está haciendo un muy buen trabajo. Rainbow accidentalmente se estrella con Twilight, enviando a ambas a un charco de lodo. Se ríe y se disculpa, luego trae una nube con agua para lavar a Twilight. La lluvia empapa a Twilight, y los intentos de Rainbow para secarla con un pequeño tornado hace que la crin de Twilight se rize. Dash y Spike caen al suelo riéndose por el vistazo de Twilight. Twilight llega a la conclusión de que la pony pegaso es Rainbow Dash y se presenta a sí misma, diciendo que ella está aquí para comprobar el clima. Dash se encoge de hombros con indiferencia, e informa a Twilight que ella piensa llegar al nivel y estar con los Wonderbolts, un equipo de acrobacia aérea. Twilight no le cree, desafiando a Dash para demostrar sus capacidades aéreas y Twilight queda asombrada con su velocidad y agilidad. Rainbow Dash dice que ella puede despejar el cielo en "diez segundos exactos", y exactamente diez segundos pasan entre el "Demuéstralo." de Twilight y la última nube despejada. Dash se ríe y le invita a pasar un rato más con Twilight en algún momento, y luego se va volando.
Personalidad: Un Pegaso color azul cielo, crin y cabello de arcoíris y un cutiemark de una nube y de ella cae un rayo de arcoíris. Ella vive sola en una casa hecha de nubes y de vez en cuando sale a limpiar o poner nubes en el cielo.

#### Conociendo a Rarity
En el interior del pabellón, Spike dice con asombro que es muy hermosa, y Twilight está de acuerdo con la decoración, pero éste dice que no se refería a la decoración, sino a la encargada de la decoración, Rarity, lo cual hace que Spike se enamore de ella. Twilight saluda a Rarity, y ésta responde, pero al momento de verla con la crin rizada, la lleva fuera de su tienda para darle un cambio de imagen. Una vez que Rarity le dice de dónde es, y Twilight responde que es de Canterlot, ésta se emociona por conocer a una pony de Canterlot y le dice que serán buenas amigas. Cuando Rarity viene a buscar otra joya para el vestido de Twilight, ésta huye.
Personalidad: Una unicornio color blanco, crin y cabello morado y un cutiemark de 3 diamantes, ella vive en la casa más grande de Ponyville, es la más bella de Ponyville y Spike está enamorado de ella.

#### Conociendo a Fluttershy
Spike sigue hablando de Rarity, pero Twilight le dice lo que sigue para verificar el estado de la celebración, Spike le dice que tiene que inspeccionar la música, y es lo último que tiene que comprobar. Un coro de pájaros se escucha desde una distancia corta, así que Spike y Twilight investigan desde los arbustos el estado de la música. Una pegaso amarilla de crin rosa que pronto se identificó como Fluttershy, está orquestando el coro de aves, en silencio y educadamente le dice a una de las aves que está ligeramente acelerado. Twilight se presenta con un fuerte "hola", lo que hace que los pájaros vuelen y se vayan. Twilight se disculpa por asustar a los pájaros y felicitar a Fluttershy por la música, pero Fluttershy tímidamente mira al suelo y no dice nada. Twilight trata de romper el incómodo silencio diciéndole a Fluttershy su nombre y pidiéndole su nombre, pero sus respuestas son muy tranquilas y tímidas. Después de otra pausa incómoda, Twilight con vacilación llega a la conclusión de que todo está en orden y da vuelta para irse.
Fluttershy ve a Spike, vuela por los aires, y exclama: "¡Un bebé dragón!". Ella golpea a Twilight y le dice a Spike que nunca ha visto un bebé dragón antes. Ella adula más de Spike, pero Twilight mágicamente lo pone en su lomo y empieza a caminar, Fluttershy la sigue y continúa conversando con Spike. Ella se presenta como Fluttershy, y sigue cuestionando a Spike en el largo camino hacia la biblioteca, para gran consternación de Twilight. Spike le dice a Fluttershy que ha nacido de un "huevo verde y morado".
En el momento en que los tres llegan a la biblioteca, Spike ya terminó de hablar acerca de su historia de vida entera, hasta su llegada a Ponyville. Twilight trata de alejarse de Fluttershy, alegando que Spike debe dormir. Ella groseramente bloquea su camino dentro y le desea buenas noches.
Dentro de la biblioteca se ve completamente negro, y solo Twilight y Spike se pueden ver muy ligeramente, con los ojos brillantes mantenidos a pesar de la oscuridad. Spike se queja de los malos modales de Twilight, y ésta se disculpa y explica que ella necesita estar sola para estudiar sobre Nightmare Moon, sin que un montón de ponis traten de hacer amistades. Ésta pregunta que en dónde está la luz, y al momento de encenderse, se muestran docenas de ponis a su alrededor, que gritan "¡Sorpresa!". Serpentinas y globos caen por todas partes, y un matasuegras frente al rostro de Twilight haciendo que se desespere más.
Personalidad: Una Pegaso amarilla y de crin y cabello rosa claro y con un cutiemark de 3 mariposas, ella vive con su conejo blanco Angel, ama a los animales, y vive cerca del bosque Everfree.

#### Conociendo a Pinkie Pie
La pony rosa de antes se presenta como Pinkie Pie y dice que hizo la fiesta en honor de Twilight. Ella es muy locuaz, casi sin dejar a Twilight hablar, explicando que ella se quedó sin aliento cuando vio a Twilight porque Pinkie tuvo la idea de hacer una fiesta cuando ella la vio y se dio cuenta de que Twilight es nueva en la ciudad. Twilight se sirve una bebida que resulta ser la salsa picante, y cómicamente bate fuera de la habitación con su crin en llamas. Pinkie añade un poco de la salsa sobre un cupcake antes de comer, haciendo que los demás se den cuenta de ello, pero ella afirma que está delicioso. 
Personalidad: Una pony rosada claro, crin y cabello rosa fuerte y con un cutiemark de 3 globos, ella vive en una casa en forma de pastel que es una tienda de pastelillos (cupcakes), pasteles, helados, etc. es la más fiestera, juguetona y la que más habla en toda Equestria!

#### La habitación de Twilight
Twilight está acostada en su cama, molesta, mirando el reloj. Spike entra en la habitación y la invita a un juego de mesa. Ella le grita a él que las ponis están locas, y Spike explica que es la víspera de la Celebración del Sol del Verano, y que cada pony tiene que quedarse despierto o van a perder la elevación del sol. Trata de calmar a ella y se va. Twilight burlonamente repite su última frase, y dramáticamente se queja a sí misma sobre todo por la "ridícula convivencia" que ha tenido. Recuerda las palabras sobre la profecía del libro: Nightmare Moon volvería durante el día más largo del milésimo año. Twilight supone que fue enviada a Ponyville porque la Princesa Celestia pensaría que la Yegua en la Luna es solo una "leyenda pony". Justo en ese momento, Spike irrumpe de nuevo y la invita a ver la salida del sol.

#### El regreso de Nightmare Moon
En el ayuntamiento, Pinkie Pie se encuentra con Spike y Twilight y continúa sobre lo emocionada que está. Fluttershy orquesta el coro de pájaros, y la alcaldesa da un breve discurso anunciando el inicio de la Celebración del Sol de Verano, cerca del final de su discurso, Twilight nerviosamente mira la luna sufrir una transformación. La alcaldesa presenta a la princesa Celestia, que está misteriosamente ausente. Rarity anuncia que la princesa no está, y Pinkie Pie grita cuando ella ve una misteriosa niebla resplandeciente. Twilight reconoce a la pony que aparece entre la niebla como Nightmare Moon, haciendo que Spike se desmaye. Nightmare Moon se dirige a la multitud de ponis diciéndoles:

¿Qué? ¿No soy tan noble para ustedes? ¿No saben quién soy?

Pinkie Pie trata de adivinar el verdadero nombre de Nightmare Moon, diciendo varios nombres, a lo cual Applejack le pone un cupcake en la boca, que también está frenando a Rainbow Dash de atacar a Nightmare Moon. Nightmare Moon continúa enfrentándose a Fluttershy y Rarity con preguntas, a lo que Twilight le responde su pregunta:

¡Yo sí, y sé bien quién eres. Eres "la Mare en la Luna", Nightmare Moon!

Después de que Twilight revelara el nombre real de Nightmare Moon, la multitud se sorprende al igual que Nightmare Moon, y le dice a Twilight que está impresionada por su conocimiento. Ella le pregunta si Twilight también sabe por qué está aquí, pero a Twilight consume el miedo que no puede contestar. Nightmare Moon proclama que este será el último día y que la noche va a durar para siempre. Se ríe maniáticamente con una reunión de tormenta eléctrica a su alrededor y Twilight se da cuenta de que lo que está pasando es mucho peor de lo que pensaba.

### Segunda parte: Los Elementos de la Armonía

#### Introducción
La Alcaldesa ordena a los guardias reales atacar a Nightmare Moon, ante la sospecha de secuestrar a la Princesa Celestia.  Ella los repele con un rayo y se convierte en vapor antes de batir a la noche. Rainbow Dash se libera de Applejack y persigue a Nightmare, pero es demasiado rápida para ella y desaparece. Rainbow Dash ve fuera a Twilight corriendo, y se pregunta qué está haciendo.
En la biblioteca, Twilight pone a Spike a la cama y comienza frenéticamente mirando a través de las estanterías para obtener información sobre los Elementos de la Armonía. Rainbow Dash llega y se enfrenta a Twilight Sparkle, acusándola de ser una espía porque ella sabe de Nightmare Moon. Applejack tira de la cola de Rainbow para evitar algo peor. Pinkie Pie, Rarity y Fluttershy escuchan a Twilight y le explica sobre los Elementos de la Armonía. Twilight admite que no sabe lo que son los elementos, dónde encontrarlos, o lo que hacen. Pinkie rápidamente encuentra un libro sobre los Elementos de la Armonía que fue ordenada alfabéticamente, para gran vergüenza de Twilight. Ésta lee el libro y nombra los cinco elementos conocidos: la bondad, la risa, la generosidad, la honestidad y la lealtad. Según el libro, el sexto elemento es un misterio, y la ubicación de los 5 elementos está en el "Antiguo Castillo de las Hermanas Nobles", localizado en el Bosque Everfree. Las 6 ponis no saben que Nightmare Moon las está espiando.

#### El elemento de la honestidad
Twilight Sparkle les pide a las 5 ponis dejarla ir sola en el bosque, pero Applejack le dice que no permitirá que "una amiga suya" vaya al bosque sola. Caminando por el bosque, Applejack menciona el bosque no es natural y no "funciona", como Equestria. Mientras tanto, una niebla púrpura se filtra en el acantilado debajo de ellas. Rainbow Dash intenta asustar a las ponis diciéndoles que todos los que han ido al bosque, ninguno ha regresado. De repente, se derrumba el acantilado y las ponis caen.
Fluttershy y Rainbow Dash salvan a Rarity y Pinkie Pie de derrumbarse, pero Applejack y Twilight continúan deslizándose hacia abajo, hacia otro acantilado. Applejack muerde una raíz para salvarse, pero Twilight se desliza hasta el borde. Al ver a su amiga en problemas, Applejack suelta la raíz para ayudar a Twilight e inexplicablemente le dice que se suelte. Twilight se sorprende por ello, pero Applejack promete que ella está diciendo la honesta verdad y si se suelta, ella estará a salvo. Twilight cae del acantilado pero Rainbow Dash y Fluttershy la rescatan y la llevan a un lugar seguro. Applejack se baja del acantilado y Nightmare se va hacia un animal que al momento de llegar a él, ruge.

"Lo que te estoy diciendo es la honesta verdad. Suéltate y estarás bien." (en latinoamerica)
"Escucha, lo que te digo es la pura verdad, ahora sueltate" (España)
Applejack

#### El elemento de la bondad
Rainbow Dash recuerda con orgullo cómo ella y Fluttershy salvaron a Twilight, cuando de pronto, un enojado Manticore bloquea la ruta. Rarity, Applejack y Rainbow Dash fallan al tratar de enfrentarse al Manticore. Fluttershy trata de decirles que dejen el paz al Manticore. Al momento de que todas las ponis van contra él, Fluttershy finalmente levanta su voz y las detiene. Suavemente se acerca al Manticore, que, tras un momento de vacilación, le muestra una espina púrpura pegada en su pata. Ella se lo quita y gana el afecto de la bestia, y las seis ponis continúan su viaje. Cuando Twilight le pregunta sobre la espina, Fluttershy revela que ella no lo hizo, diciendo: 

"A veces, sólo debemos ser amables.Flutershy

#### El elemento de la risa
La espina extraída se convierte en niebla púrpura y serpentea entre las patas de las ponis antes de filtrarse en algunos árboles. La luna y la oscuridad rodea a las ponis, que ahora se enfrentan a unos árboles de aspecto monstruoso que parecen gruñirles a ellas. Todas ellas, excepto Pinkie Pie, para su sorpresa. Ella hace muecas en los árboles y se ríe.
Pinkie Pie canta la Canción de la Risa, el primer número musical de la serie, y muestra a sus amigas cómo conquistar sus miedos a través de la risa. Las ponis superan su miedo e igualmente se ríen, haciendo que los árboles vuelvan a la normalidad. Concluyendo la canción, se caen al suelo y se ríen.

"Dile a ése grandulón que ya te deje en paz, porque si cree que puede asustarte está muy equivocado y lo único que va a lograr es que tu sólo quieras... reír."
Pinkie Pie

#### El elemento de la generosidad
Las ponis llegan a un río turbulento. Una serpiente de mar púrpura está lamentando la pérdida de la mitad de su bigote cortado por una "nube de humo morado". Applejack y Rainbow Dash se quejan de la situación como algo ridículo, pero Rarity está impresionada por su aspecto y no puede salir con el bigote en su estado actual. Rarity le quita una de las escamas de la serpiente, y la usa para cortar su cola y con su magia se une a la parte rota de su bigote. La serpiente de mar está muy satisfecho y deja que las ponis crucen el río enrollándose en su propio cuerpo para hacer escalones.

"Ah, no importa, amiga. Lo corto está de moda, además, ya crecerá." (latinoamerica)
"No me importa, ahora se lleva lo corto, además ya crecerá" (España)
Rarity

#### El elemento de la lealtad
Twilight ve las ruinas del castillo a través de la niebla brumosa y corre hacia ella, pero ella casi cae por el borde de un acantilado. Ellas ven un puente de cuerda roto, y Rainbow Dash vuela hacia abajo para levantar y lo ata del otro lado. Cuando aterriza, una voz tenue la llama por su nombre y la niebla púrpura se desliza por debajo de ella. La voz dice que han estado esperando la llegada de la mejor acróbata de Equestria. Las Shadowbolts, cuyo nombre y apariencia son similares a los Wonderbolts, le ofrecen el cargo de capitana a Rainbow Dash. Ella acepta y les pide un momento para atar la cuerda del puente, pero Las Shadowbolts le dan un ultimátum: Ellas o sus amigas. Twilight le advierte a Dash que no les haga caso, pero una de las Shadowbolts las cubre con niebla para poder ignorarla. Dash finalmente da la opción de rechazar el puesto, amablemente y ata la cuerda. Las Shadowbolts se convierten en niebla púrpura y luego se van. Dash vuelve con sus amigas aliviada. Las ponis cruzan el puente y continúan hasta llegar a las ruinas. Así demostrando Rainbow Dash que no defraudara a sus amigas.

"¿Ves? Nunca defraudo a mis amigas."
Rainbow Dash

#### El último elemento
Las ponis entran a las ruinas del castillo y ven unas cinco esferas de piedra sobre un pedestal, que Twilight Sparkle asume que son los Elementos de la Armonía. Dash y Fluttershy vuelan para recuperarlos y ponerlos cuidadosamente a los pies de Twilight. Pinkie avisa que solo hay 5 de ellos. Twilight explica que cuando los cinco están presentes, una chispa podría causar que la sexta se revele. El resto de las ponis salen para darle concentración a Twilight, que intenta utilizar su magia en las esferas, pero aparece la niebla púrpura y se envuelve en un torbellino. Twilight salta y desaparece con la niebla púrpura. Las otras ponis, que llegan demasiado tarde para salvar a Twilight, ven luces brillantes en otra torre. Mientras tanto, Nightmare Moon y Twilight vuelven a aparecer en una gran sala, con las esferas colocadas alrededor de Nightmare Moon. Twilight después se enfrenta con Nightmare.
Twilight intenta encontrar la chispa misteriosa. Justo antes de que choquen, Twilight se teletransporta y vuelve a aparecer junto con las esferas. Se trata de crear una chispa mágica, pero Nightmare Moon se pone delante de ella y las esferas lanzan a Twilight. Por un momento las esferas brillan lo cual asustan a Nightmare, pero de pronto dejan de hacer efecto, lo que le permite a Nightmare Moon destruirlas en el suelo. Nightmare Moon se declara la triunfante en la batalla.
Twilight Sparkle oye llamar a sus amigas y algo despierta en su interior. Ella con confianza declara que los espíritus de los Elementos de la Armonía están aquí. Los fragmentos que quedaron de las esferas rodean a cada pony, y Twilight dice por qué representan los elementos, mencionando las acciones de cada una durante la travesía.

"Applejack, que me calmó cuando dudé, ¡representa el espíritu de la honestidad!. Fluttershy, que calmó a la bestia con compasión, ¡representa el espíritu de la bondad!. Pinkie Pie, que superó el miedo riendo ante el peligro, ¡representa el espíritu de la risa!. Rarity, que calmó a la serpiente con un bello regalo, ¡representa el espíritu de la generosidad.! Y Rainbow Dash, que no abandonó a sus amigas por lo que anhelaba, ¡representa el espíritu de la lealtad!"
Twilight Sparkle

Nightmare Moon protesta, diciendo que les hace falta el sexto elemento, pero Twilight le dice que es una clase diferente de chispa que revela el sexto elemento.

"Lo supe en el momento en que descubrí cuánto me alegraba escucharlas, verlas, lo mucho que me importan. La chispa se encendió en mi interior, cuándo entendí que todas... ¡son mis amigas!"
Twilight Sparkle

Después de mencionar eso, sale a la luz, el sexto elemento de la armonía.

"Sí, Nightmare Moon. Cuándo esos elementos se encienden con... la chispa, que hay en nuestros corazones, se crea el sexto elemento, y es el de... ¡la magia!"
Twilight Sparkle

Una brillante bola de magia aparece encima de las ponis y los fragmentos de las esferas de las cinco amigas se unen para convertirse en collares de piedras preciosas, mientras que la de Twilight toma la forma de una corona. El resplandor de las gemas y las ponis se elevan en el aire. Un arco iris en forma de una doble hélice explota hacia el cielo y se dirige a Nightmare Moon, quién está gritando. Twilight abre los ojos e inunda la habitación con luz blanca.
Una vez que la luz se desvanece, las ponis descubren que la cola de Rarity se restauró, y que todas ellas tienen collares que se parecen a su cutie mark. Applejack admite que ella pensó que Twilight mencionaba locuras, pero ahora reconoce que realmente representan los elementos de la amistad.

#### Reconciliación
Al salir el sol, la Princesa Celestia aparece y le explica que ella sabía que Twilight tenía la magia interna para derrotar a Nightmare Moon, pero ella solo podía dar rienda suelta al permitir que la verdadera amistad estuviera en su corazón. Ellos ven a una pequeña alicornio que fue una vez Nightmare Moon, y las piezas de su armadura a su alrededor. Ella lleva una corona de color azul oscuro y un abrigo y una melena en un tono más claro de violeta y azul. Reconociendo a ésta extraña pony, Celestia se acerca a ella, llamándola Princesa Luna, y le ofrece a su hermana de la amistad que estaban destinados a tener todo el tiempo. Las ponis reaccionan con sorpresa por oír a Celestia llamar a Luna su hermana. Luna emocionalmente acepta la oferta de Celestia, diciéndole que la extrañaba mucho. Feliz de ver a su hermana otra vez y perdonada por sus fechorías, abraza a Celestia en una reunión con alegría llorosa. La escena es tan hermosa que de pronto Pinkie Pie comienza a llorar exageradamente, pero de repente se detiene y dice:

"¡Oigan! ¿Saben qué necesitamos? ¡Una fiesta!"
Pinkie Pie

#### La nueva misión de Twilight
De nuevo en Ponyville, Pinkie organiza una fiesta alegre para celebrar la reunión de las dos princesas, pero Twilight se ve cabizbajo. Cuando Celestia le pregunta por qué, Twilight le dice que está triste ante la perspectiva de dejar a sus nuevas amigas y volver a casa, por lo que Celestia le proporciona una nueva misión:

"Yo, la princesa Celestia, decreto hoy, que la unicornio Twilight Sparkle, tenga una nueva misión para Equestria. Debe seguir estudiando la magia de la amistad, debe reportarme sus hallazgos, desde su nuevo hogar, en Ponyville."
Princesa Celestia

Twilight está eufórica y se compromete a estudiar con más intensidad. Las ponis celebran y antes de cerrar el episodio aparece Pinkie Pie volviendo a mencionar su entusiasmo por saber que Twilight estará en Ponyville.
- Datos: Q5964172